# Robin Anderson
Robin Kimberly Anderson (Long Branch, 12 aprile 1993) è una tennista statunitense.

## Carriera
Robin Anderson ha vinto 6 titoli in singolare e 12 titoli in doppio nel circuito ITF in carriera. Il 6 giugno 2022 ha raggiunto il best ranking mondiale nel singolare, nr 137; il 7 marzo 2022 ha raggiunto il miglior piazzamento mondiale nel doppio, nr 181.

## Circuito WTA 125

### Singolare

#### Sconfitte (1)
| N. | Data            | Torneo                      | Superficie  | Avversaria in finale | Punteggio |
| 1. | 7 novembre 2021 | Dow Tennis Classic, Midland | Cemento (i) | Madison Brengle      | 2-6, 4-6  |

## Statistiche ITF

### Singolare

#### Vittorie (6)
| Torneo $100.000 (0) |
| Torneo $80.000 (0)  |
| Torneo $75.000 (0)  |
| Torneo $60.000 (2)  |
| Torneo $50.000 (0)  |
| Torneo $40.000 (0)  |
| Torneo $25.000 (3)  |
| Torneo $15.000 (0)  |
| Torneo $10.000 (1)  |

| N. | Data              | Torneo                                                   | Superficie  | Avversaria      | Punteggio           |
| 1. | 22 maggio 2011    | Koser Jewelers Pro Circuit Tennis Challenge, Landisville | Cemento     | Bojana Bobusic  | 6-2, 6-3            |
| 2. | 17 settembre 2017 | USTA Challenger of Redding, Redding                      | Cemento     | Chanel Simmonds | 6-1, 6-4            |
| 3. | 13 giugno 2021    | Internacional Brezo Osuna Trofeo Arcadis, Madrid         | Cemento     | Olivia Gadecki  | 6-3, 6(3)-7, 7-6(8) |
| 4. | 29 maggio 2022    | Orlando USTA Pro Circuit Event, Orlando                  | Cemento     | Sachia Vickery  | 7-5, 6-4            |
| 5. | 30 ottobre 2022   | Tevlin Women's Challenger, Toronto                       | Cemento (i) | Jang Su-jeong   | 6-2, 6-4            |
| 6. | 22 settembre 2024 | Bank of Marin Pro Women’s Tournament, San Rafael         | Cemento     | Ashley Kratzer  | 7-6(6), 6-2         |

#### Sconfitte (13)
| Torneo $100.000 (1) |
| Torneo $80.000 (0)  |
| Torneo $75.000 (0)  |
| Torneo $60.000 (2)  |
| Torneo $50.000 (0)  |
| Torneo $40.000 (2)  |
| Torneo $25.000 (8)  |
| Torneo $15.000 (0)  |
| Torneo $10.000 (0)  |

| N.  | Data              | Torneo                                                   | Superficie  | Avversaria          | Punteggio        |
| 1.  | 9 settembre 2013  | USTA Challenger of Redding, Redding                      | Cemento     | Adriana Pérez       | 6–2, 2–6, 1–6    |
| 2.  | 10 agosto 2015    | Koser Jewelers Pro Circuit Tennis Challenge, Landisville | Cemento     | Naomi Broady        | 6-4, 4-6, 6(5)-7 |
| 3.  | 1º febbraio 2016  | Dow Corning Tennis Classic, Midland                      | Cemento (i) | Naomi Broady        | 7-6(6), 0-6, 2-6 |
| 4.  | 5 agosto 2018     | Fort Worth Women's Pro Tennis Classic, Fort Worth        | Cemento     | Maria Mateas        | 3–6, 5–7         |
| 5.  | 22 settembre 2018 | Team Luke Hope for Minds Tennis Classic, Lubbock         | Cemento     | Rebecca Marino      | 4-6, 1-6         |
| 6.  | 30 marzo 2019     | Open GDF Suez Seine-et-Marne, Croissy-Beaubourg          | Cemento (i) | Vitalija D'jačenko  | 2-6, 3-6         |
| 7.  | 27 ottobre 2019   | National Bank Challenger Saguenay, Saguenay              | Cemento (i) | Indy de Vroome      | 6–3, 4–6, 5–7    |
| 8.  | 21 febbraio 2021  | ITF Women's Circuit Orlando, Orlando                     | Cemento     | Katie Swan          | 1-6, 3-6         |
| 9.  | 26 novembre 2023  | Lousada Indoor Open, Lousada                             | Cemento (i) | Arina Rodionova     | 6-1, 3-6, 4-6    |
| 10. | 17 marzo 2024     | Terranova Cup, Solarino                                  | Sintetico   | Viktória Hrunčáková | 2-6, 3-6         |
| 11. | 27 luglio 2024    | Dallas Summer Series, Dallas                             | Cemento (i) | Clervie Ngounoue    | 6-2, 3-6, 5-7    |
| 12. | 25 maggio 2025    | Pelham Racquet Club Pro Classic, Pelham                  | Terra verde | Gabriela Lee        | 3-6, 1-6         |
| 13. | 27 luglio 2025    | Florence Open, Florence                                  | Cemento     | Amelia Honer        | 3-6, 6(3)-7      |

### Doppio

#### Vittorie (12)
| Torneo $100.000 (0) |
| Torneo $80.000 (1)  |
| Torneo $75.000 (0)  |
| Torneo $60.000 (3)  |
| Torneo $50.000 (0)  |
| Torneo $40.000 (1)  |
| Torneo $25.000 (7)  |
| Torneo $15.000 (0)  |
| Torneo $10.000 (0)  |

| N.  | Data              | Torneo                                                    | Superficie      | Compagna              | Avversarie in finale                   | Punteggio              |
| 1.  | 15 settembre 2013 | USTA Challenger of Redding, Redding                       | Cemento         | Lauren Embree         | Jacqueline Cako Allie Kiick            | 6–4, 5–7, [10–7]       |
| 2.  | 14 gennaio 2017   | Daytona Beach Open, Daytona Beach                         | Terra verde     | Anhelina Kalinina     | Paula Kania Katarzyna Piter            | 6-4, 6-1               |
| 3.  | 9 giugno 2018     | Resortquest Pro Women's Open at Sea Colony, Bethany Beach | Terra verde     | Maegan Manasse        | Quinn Gleason Sanaz Marand             | 2–6, 7–6(6), [10–3]    |
| 4.  | 2 marzo 2019      | SEIMS Cup, Osaka                                          | Cemento         | Maegan Manasse        | Risa Ushijima Minori Yonehara          | 7–6(2), 6–3            |
| 5.  | 4 agosto 2019     | Fifth Third Bank Tennis Championships, Lexington          | Cemento         | Jessika Ponchet       | Ann Li Jamie Loeb                      | 7-6(4), 6(5)-7, [10-7] |
| 6.  | 2 novembre 2019   | Tevlin Women's Challenger, Toronto                        | Cemento (i)     | Jessika Ponchet       | Mélodie Collard Leylah Annie Fernandez | 7-6(7), 6-2            |
| 7.  | 17 ottobre 2020   | Open Feminin 50, Cherbourg-en-Cotentin                    | Cemento (i)     | Jessika Ponchet       | Harriet Dart Sarah Beth Grey           | 4-6, 6-4, [10-8]       |
| 8.  | 1º ottobre 2021   | ITF Féminin Le Neubourg, Le Neubourg                      | Cemento         | Amandine Hesse        | Estelle Cascino Sarah Beth Grey        | 6-3, 7-6(2)            |
| 9.  | 21 ottobre 2023   | Challenger Banque Nationale de Saguenay, Saguenay         | Cemento         | Dalayna Hewitt        | Mia Kupres Johanne Svendsen            | 6-1, 6-4               |
| 10. | 13 aprile 2024    | MNO Tennis Series, Boca Raton                             | Terra verde     | Elysia Bolton         | Rasheeda McAdoo Maribella Zamarripa    | 3-6, 6-4, [10-8]       |
| 11. | 21 settembre 2024 | Bank of Marin Pro Women’s Tournament, San Rafael          | Cemento         | Alana Smith           | Makenna Jones Jamie Loeb               | 7-5, 6-2               |
| 12. | 29 marzo 2025     | Circuito Banco BRB, Vacaria                               | Terra rossa (i) | Alicia Herrero Liñana | Despoina Papamichaīl Julia Riera       | 7-5, 6-4               |

#### Sconfitte (13)
| Torneo $100.000 (1) |
| Torneo $80.000 (0)  |
| Torneo $75.000 (0)  |
| Torneo $60.000 (5)  |
| Torneo $50.000 (3)  |
| Torneo $40.000 (2)  |
| Torneo $25.000 (2)  |
| Torneo $15.000 (0)  |
| Torneo $10.000 (0)  |

| N.  | Data            | Torneo                                               | Superficie      | Compagna              | Avversarie in finale                  | Punteggio              |
| 1.  | 6 luglio 2013   | FSP Gold River Women's Challenger, Sacramento        | Cemento         | Lauren Embree         | Naomi Broady Storm Sanders            | 3–6, 4–6               |
| 2.  | 5 luglio 2015   | El Paso Pro Women's Classic, El Paso                 | Cemento         | Maegan Manasse        | Jennifer Brady Alexa Guarachi         | 6—3, 3–6, [7–10]       |
| 3.  | 11 giugno 2016  | Surbiton Trophy, Surbiton                            | Erba            | Alison Bai            | Sanaz Marand Melanie Oudin            | 4–6, 5–7               |
| 4.  | 16 luglio 2016  | Stockton Challenger, Stockton                        | Cemento         | Maegan Manasse        | Kristýna Plíšková Alison Van Uytvanck | 2–6, 3–6               |
| 5.  | 8 giugno 2019   | Bella Cup, Toruń                                     | Terra rossa     | Anhelina Kalinina     | Rebeka Masarova Rebecca Šramková      | 4–6, 6–3, [4–10]       |
| 6.  | 16 giugno 2019  | Manchester Trophy, Manchester                        | Erba            | Laura Ioana Paar      | Duan Yingying Zhu Lin                 | 4–6, 3–6               |
| 7.  | 16 ottobre 2021 | Women's Florence, Florence                           | Cemento         | Elysia Bolton         | Emily Appleton Yuriko Lily Miyazaki   | 3-6, 6-1, [8-10]       |
| 8.  | 6 gennaio 2023  | Canberra Challenger, Canberra                        | Cemento         | Hailey Baptiste       | Irina Chromačëva Anastasija Tichonova | 4-6, 5-7               |
| 9.  | 20 maggio 2023  | Pelham Racquet Club Pro Classic, Pelham              | Terra verde     | Elysia Bolton         | Makenna Jones Jamie Loeb              | 4-6, 5-7               |
| 10. | 30 giugno 2023  | Open Generali Ciudad de Palma del Río, Palma del Río | Cemento         | Elysia Bolton         | Andrea Gámiz Sofia Sewing             | 3-6, 2-6               |
| 11. | 7 ottobre 2023  | Georgia's Rome Tennis Open, Rome                     | Cemento (i)     | Fernanda Contreras    | Sofia Sewing Anastasija Tichonova     | 6-4, 3-6, [7-10]       |
| 12. | 19 ottobre 2024 | Calgary National Bank Challenger, Calgary            | Cemento (i)     | Dalayna Hewitt        | Kayla Cross Maribella Zamarripa       | 7-6(3), 5-7, [10-12]   |
| 13. | 22 marzo 2025   | Circuito Banco BRB, Vacaria                          | Terra rossa (i) | Alicia Herrero Liñana | Michaela Bayerlová Miriana Tona       | 7-6(4), 6(5)-7, [7-10] |